# Championnat des îles Féroé de football 1954
Navigation
Meistaradeildin 1953 Meistaradeildin 1955
La saison 1954 du Championnat des îles Féroé de football était la 12e édition de la première division féroïenne à poule unique, la Meistaradeildin. Les quatre meilleurs clubs du pays jouent les uns contre les autres à deux reprises durant la saison, à domicile et à l'extérieur. Le KÍ Klaksvík remporte le titre.

## Les clubs participants
| \| B36 HB KÍ TB \| Localisation des clubs engagés dans le championnat 1954. |
| B36 HB KÍ TB                                                                |

- B36 Tórshavn
- HB Tórshavn
- KÍ Klaksvík - Tenant du Titre
- TB Tvøroyri

## Compétition

### Classement[n 1]
| Rang | Équipe          | Pts | J | G | N | P | Bp | Bc | Diff |
| ---- | --------------- | --- | - | - | - | - | -- | -- | ---- |
| 1    | KÍ Klaksvík (T) | 11  | 6 | 5 | 1 | 0 | 12 | 5  | +7   |
| 2    | HB Tórshavn     | 7   | 6 | 3 | 1 | 2 | 13 | 6  | +7   |
| 3    | B36 Tórshavn    | 3   | 6 | 1 | 1 | 4 | 8  | 13 | -5   |
| 4    | TB Tvøroyri     | 3   | 6 | 1 | 1 | 4 | 3  | 12 | -9   |

|  | Vainqueur du championnat 1954 |
|  | (T) Tenant du titre           |

### Résultats[n 1]
| Résultats (▼dom., ►ext.) | B36 | HB  | KÍ  | TBT |
| B36 Tórshavn             |     | 1-1 | 2-4 | 3-0 |
| HB Tórshavn              | 3-1 |     | 0-2 | 4-0 |
| KÍ Klaksvík              | 3-1 | 2-1 |     | -   |
| TB Tvøroyri              | 2-0 | 0-4 | 1-1 |     |

## Bilan de la saison
| Championnat des îles Féroé de football 1954 |                        |
| Champion                                    | KÍ Klaksvík (5e titre) |
| Qualifications continentales                |                        |
| Promotions et relégations                   |                        |
| Promus en Meistaradeildin                   | non                    |
| Relégués en Meðaldeildin                    | non                    |